# Кјеза (Бреша)
Кјеза (итал. Chiesa) је насеље у Италији у округу Бреша, региону Ломбардија.
Према процени из 2011. у насељу је живело 918 становника. Насеље се налази на надморској висини од 247 м.